# Szeles József (színművész, 1844–1922)
Szeles József, Slezák, Szeless (Rimaszombat, 1844. október 30. – Ordas, 1922. október 24.) színész, súgó, színigazgató.

## Életútja
Slezák József és Foktövi Borbála fiaként született, 1844. október 31-én keresztelték. 1862. október 8-án lépett a színipályára, szülővárosában, Breznay Gézánál, ahol — miután nem volt a társulatnál súgó — előbb súgnia kellett; de ez a körülmény csak jótékony hatással volt lelkére, mert alkalma nyílt a színészek játékát közvetlenül megfigyelni, így többek között Egressy Gábornak is súgott és művészetében gyönyörködött. E társulattal járt Sátoraljaújhelyen, Munkácson és Beregszászon. Első szerepe Vörösmarty Mihály Marót bánjában Barna várnagy volt. További igazgatói: Fehér Károly, Csaby Imre, Szilágyi Béla, Reszler István, Budai József voltak. 1866-ban elkerült Kecskemétre, Miklósy Gyulához. Nagyváradon pedig együtt pályázott Petőfi Zoltánnal, Kőmives Imrénél. 1868. október 8-án újra Kecskeméten volt, Kovács Mór színtársulatánál, járt Szegeden is, Mannsbergernél; itt 4 évet töltött, azután elszerződtették Temesváry Lajoshoz, Gerőfy Andorhoz és bebarangolta úgyszólván az egész országot (Szentes, Orosháza, Hódmezővásárhely, Miskolc, Sátoraljaújhely, Máramarossziget, Ungvár, Szatmár, Pozsony stb.) mindenütt elsőrendű hősszerepeket játszott. 1885. október 2-án a temesvári színház művezetője lett, Gerőffy Andornál, akinek halála után átvette az igazgatást, rövid időre. A következő igazgatója Völgyi György volt, majd Nagy Mihályné, végül Lászy Vilmos (Győr, ahol ismételten együtt működött Tóth Edével.). Utoljára Homokai Lászlónál volt szerződésben. 42 évig volt összesen működő színész, melyből 28-at nagy társulatnál töltött el. 1903 január havában nyugdíjazták és a Pest-Pilis-Solt-Kiskun vármegyei (jelenleg Bács-Kiskun vármegyei) Ordas községben telepedett le.
Felesége Barla Lenke (Paulina), színésznő, Barla Sámuel és Koplicz Paulina lánya, aki született 1845 márciusában Budán, a Tabánban, s 1880. január 1-én lett színésznő. Esküvőjüket Jászberényben tartották 1870. szeptember 26-án.

## Fontosabb szerepei
- Sodró Antal (Csiky G.: Cifra nyomorúság)
- Szandivog (Rákosi J.: A krakkói barátok)
- Fülöp (Schiller: Don Carlos)
- Bánk bán, Petur (Katona József)
- III. Richárd (Shakespeare)
- Coriolanus (Shakespeare)
- Shylock
- Lear
- Brutus
- Cassius
- Brankovics
- Mizé (IV. László)
- László király
- Gritti
- Béldi Pál
- Zrínyi Miklós
- Moor Ferenc
- Harpagon
- Claude Frollo (Notre-damei toronyőr)
- Fülöp (Don Carlos)
- Othello
- Viola
- id. Duval Armand (Gauthier Margit)
- Wurm (Ármány és szerelem)
- Don Salluste (Ruy Blas)

## Működési adatai
1866–67: Marosvásárhely; 1869–70: Kecskemét; 1870–72: Szeged; 1873–74: Győr; 1874–75: Miskolc; 1875–76: Nagy Lujza; 1876–78: Székesfehérvár; 1878: Sopron; 1878–79: Szatmár; 1879–80: Kassa; 1880–82: Szeged; 1883–84: Miskolc; 1884: Nagybánya; 1884–85: Szatmár; 1885: Beregszász, Pozsony; 1885–86: Temesvár; 1886–87: Szatmár; 1887–88: Marosvásárhely; 1889–90: Eperjes; 1890–91: Dés; 1891–92: Kisújszállás; 1894–95: Muraszombat; 1897–98: Losonc; 1898–99: Kunszentmárton; 1899–1900: Beszterce; 1900–01: Kisújszállás; 1901–02: Selmecbánya.
Igazgatóként működött: 1882–83: Hódmezővásárhely, Gyula, Békéscsaba, Jászberény, Gyöngyös, Heves; 1892: Túrócszentmárton, Tiszafüred, Margitta.